# نادر أباد (غركان)
نادر أباد (بالفارسية: نادرآباد) هي قرية و مستوطنة تقع في إيران في مركزي. يقدر عدد سكانها بـ 194 نسمة بحسب إحصاء 2016.